# A Kiss for Corliss
A Kiss for Corliss é um filme de comédia estadunidense de 1949, dirigido por Richard Wallace e escrito por Howard Dimsdale. É estrelado por Shirley Temple em seu papel no cinema.  Trata-se de uma sequencia do filme de 1945, Ninguém Vive Sem Amor. O filme foi lançado em 25 de novembro de 1949, pela United Artists.

## Elenco
- Shirley Temple como Corliss Archer
- David Niven como Kenneth Marquis
- Tom Tully como Harry P. Archer
- Virginia Welles como Mildred Pringle
- Darryl Hickman como Dexter Franklin
- Gloria Holden como Mrs. Janet Archer
- Robert Ellis como Raymond Pringle
- Kathryn Card como Louise
- Richard Gaines como Taylor
- Roy Roberts como Uncle George